# Grasleben
Grasleben – miejscowość i gmina w Niemczech, w kraju związkowym Dolna Saksonia, w powiecie Helmstedt, siedziba gminy zbiorowej Grasleben.